# Charles Collignon
Charles Edgar Collignon (* 7. September 1877 in Paris; † nach 1908) war ein französischer Degenfechter.

## Erfolge
Charles Collignon nahm an den Olympischen Spielen 1908 in London teil. Im Einzel schied er in der zweiten Runde aus, während er im Mannschaftswettbewerb mit der französischen Equipe nach Siegen über Dänemark und Großbritannien in das Gefecht um Gold gegen Belgien einzog. Frankreich blieb in diesem siegreich, sodass Collignon gemeinsam mit Gaston Alibert, Herman Georges Berger, Bernard Gravier, Alexandre Lippmann, Eugène Olivier und Jean Stern Olympiasieger wurde.